# Entebbe
Entebbe je město v Ugandě. Leží na pobřeží Viktoriina jezera, ve vzdálenosti 35 km od hlavního města Kampaly. Ve městě se nachází největší ugandské mezinárodní letiště, které se v roce 1976 stalo místem speciální záchranné protiteroristické operace. Teroristé z Lidové fronty pro osvobození Palestiny (LFOP) zde přistáli, se svolením ugandského diktátora Idiho Amina, s uneseným letadlem společnosti Air France s izraelskými a francouzskými rukojmími na palubě. Speciální jednotka Izraelských obranných sil Sajeret Matkal je však všechny během operace Entebbe osvobodila.
V Entebbe se nachází dobře udržovaná botanická zahrada, která je o víkendu oblíbeným cílem mnoha obyvatel Kampaly.